# 大口魮
大口魮（学名：Labeobarbus kimberleyensis）为輻鰭魚綱鯉形目鲤科的其中一種，分布於非洲橘河流域，體長可達82.5公分，棲息在流動快速的水域或水庫，屬肉食性，以昆蟲、小型甲殼類及魚類等為食，繁殖期在夏季，可做為遊釣魚。